# Kepler-55e
Kepler-55e es uno de los cinco planetas extrasolares que orbitan la estrella Kepler-55. Fue descubierta por el método de tránsito astronómico en el año 2014.